# Wilhelm Krause (Maler, 1803)

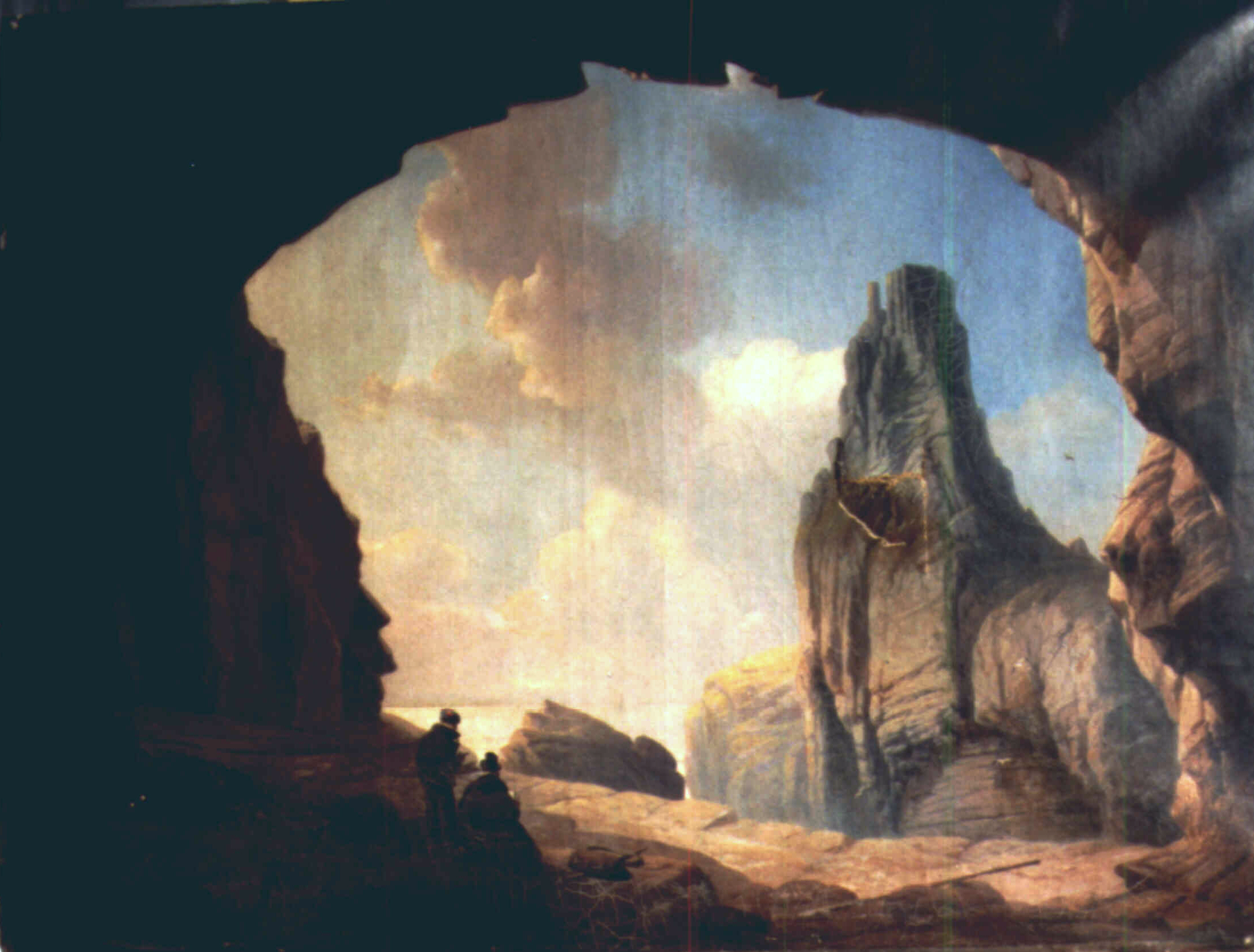
Wilhelm Krause: Ausblick in norwegischen Fjord

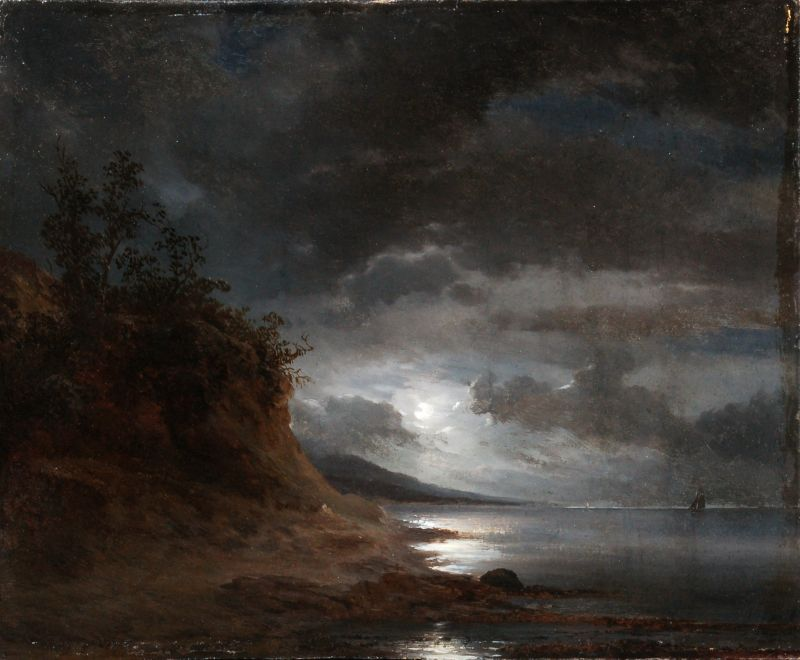
Wilhelm Krause: Küstenlandschaft bei Mondschein

Wilhelm August Leopold Christian Krause (* 27. Februar 1803 in Dessau; † 8. Januar 1864 in Berlin) war ein deutscher Landschafts- und Marinemaler.

## Leben
Krause erhielt bei Carl Wilhelm Kolbe dem Älteren in Dessau Unterricht, der sein Talent erkannt hatte und dafür sorgte, dass er 1821 ein herzogliches Stipendium für den Besuch der Akademie in Dresden erhielt. In Dresden blieb er drei Jahre, während er vergeblich versuchte, von Caspar David Friedrich als Schüler angenommen zu werden. 1824 ging er nach Berlin, fand Beschäftigung bei dem Dekorations- und Dioramenmaler Karl Wilhelm Gropius und wurde 1827 Schüler des Malers Karl Wilhelm Wach. Parallel dazu wirkte Krause fast fünf Jahre lang als Tenorsänger am Königsstädtischen Theater. Vor allem vom dort verdienten Geld konnte er seinen Lebensunterhalt bestreiten. 1830 verließ er die Bühne, um ganz von der Malerei zu leben.
Krause hatte sich auf maritime Motive spezialisiert, wobei aber immer die Natur im Vordergrund stand. Inspirieren ließ er sich auf seinen Studienreisen an die See: 1830 reiste er mit seinem Freund Rudolf Jordan nach Rügen, 1830 bis 1831 nach Norwegen, 1834 nach Holland und 1836 in die Normandie. 1835 stellte er in Düsseldorf aus. 1842 reiste er nach England und Schottland.
Die Akademie der Wissenschaften in Berlin nahm Wilhelm Krause 1833 als ordentliches Mitglied auf, nachdem er deren Ausstellungen seit 1826 regelmäßig beschickt hatte. 1846 veröffentlichte er ein Buch Die Maler-Technik der Meister des 15. bis 18. Jahrhunderts wiederentdeckt von Prof. Wilhelm Krause in Berlin.
Später unternahm Krause Studienreisen an die Mittelmeerküsten von Frankreich, Italien und Griechenland. Das Sujet der Marinemalerei hatte Krause als erster in Berlin eingeführt und mit der Zeit einen kleinen Kreis Gleichgesinnter um sich geschart, darunter Hermann Eschke, Eduard Hildebrandt, Charles Hoguet und Fritz Bamberger.
Die maritimen Sujets wurden vom Publikum mit großem Beifall aufgenommen und bescherten ihm durchaus auch finanziellen Erfolg.
Im Alter von 60 Jahren starb der Maler Wilhelm Krause am 8. Januar 1864 in Berlin.

## Werke (Auswahl)
- Arkona auf Rügen
- Strand von Rügen
- Seesturm (1830)
- Pommersche Küste
- Schottische Küste bei Sturm (1858)
- Schlepper und Dampfer in Seenot (1854)